# Селваперуђина (Арецо)
Селваперуђина је насеље у Италији у округу Арецо, региону Тоскана.
Према процени из 2011. у насељу је живело 32 становника. Насеље се налази на надморској висини од 639 м.